# Le fantastiche avventure di Captain Spirit
Le fantastiche avventure di Captain Spirit (The Awesome Adventures of Captain Spirit) è un videogioco di tipo avventura grafica free-to-play sviluppata da Dontnod Entertainment e prodotta da Square Enix. Si tratta di uno spin-off stand-alone della serie di giochi Life Is Strange, ed è stato pubblicato in Europa e in Nordamerica il 25 giugno 2018 e in Australia il 26 giugno 2018 per Microsoft Windows, PlayStation 4 e Xbox One.

## Trama

### Ambientazione e premessa
Il gioco è inserito all'interno dello stesso universo di Life Is Strange e la trama ruota attorno a un bambino di nove anni di nome Chris Eriksen. La storia è ambientata nel 2016, tre anni dopo gli eventi di Life Is Strange, a Beaver Creek, in Oregon, dove Chris vive insieme al padre, Charles Eriksen, ed entrambi stanno affrontando la recente morte della madre di Chris. Cronologicamente si colloca all'interno di Life is Strange 2, nel secondo episodio, dove Sean e Daniel durante la fuga alloggiano momentaneamente nella casa a fianco, di proprietà dei Reynolds, i loro nonni.

### Storia
In un imprecisato sabato mattina invernale, Chris si trova in camera sua e sta disegnando il costume del proprio alter ego immaginario, "Captain Spirit", un supereroe che lotta contro il male viaggiando da un pianeta all'altro. Mentre Chris sta giocando con i propri giocattoli, che rappresentano alleati e nemici di Captain Spirit, il padre Charles lo chiama per fare colazione. Charles promette a Chris che più tardi andranno insieme a comprare un albero di Natale, ma non prima di aver guardato la partita di pallacanestro in televisione. Charles, mentre sta già bevendo della birra, va quindi in salotto con una bottiglia di whisky per guardare la partita, dicendo al figlio di svegliarlo nel caso in cui si addormentasse, così da poter andare a prendere l'albero insieme.
Chris è quindi libero di passare la mattina come vuole, così decide di esplorare la casa e il giardino in cerca degli accessori necessari per completare il proprio costume da supereroe e immergersi nelle sue avventure immaginarie. Attraverso lettere e articoli di giornali, veniamo a conoscenza di alcune informazioni su Emily, la madre di Chris, morta tre anni prima in un incidente stradale. Studentessa talentuosa dell'Accademia Blackwell e giovane artista, aveva conosciuto Charles (promettente giocatore di pallacanestro) all'università, e i due si sono poi sposati nel 2007, anno in cui è nato Chris. È stata poi maestra di Chris all'inizio della scuola elementare, dove il padre lavorava come insegnante di educazione fisica. Il pirata della strada colpevole della morte di Emily non è mai stato trovato, nonostante le continue pressioni da parte di Charles verso la polizia per continuare le indagini. In seguito alla morte della moglie, Charles è diventato violento e alcolista e ha perso il posto di lavoro; la storia lascia intendere che, in uno dei passati momenti di alcolismo, Charles abbia fatto del male anche a Chris, nonostante egli si preoccupi molto per il figlio e si mostri dispiaciuto. Chris scopre inoltre che adesso il padre sta frequentando una ballerina esotica di nome Audra, di cui Charles non ha mai parlato al figlio.
Più tardi, Charles si addormenta mentre sta guardando la partita e Chris lo sveglia, come gli aveva detto il padre di fare. Charles, avendo bevuto molto, cerca di alzarsi dalla poltrona ma cade per terra sbattendo contro un tavolino e facendolo cadere, urlando quindi contro il figlio e rimproverandolo per averlo svegliato. La vicina di casa, Claire Reynolds, sente il trambusto e suona alla porta degli Eriksen. Charles manda Chris ad aprire la porta, dicendogli di mandare via chiunque fosse. Il bambino cerca quindi di tranquillizzare la signora Reynolds, la quale sospetta silenziosamente che il padre di Chris possa mettere in pericolo il bambino. La vicina quindi si congeda (più o meno preoccupata, a seconda delle risposte che il giocatore avrà scelto di dare attraverso Chris), ricordando a Chris che per ogni necessità lei metterà sempre casa sua a disposizione, anche in caso di aiuto. Dopo che la vicina se ne è andata, Charles continua ad imprecare contro il figlio, arrivando ad incolparlo della morte di Emily, che secondo lui non sarebbe stata coinvolta nel fatale incidente se non fosse stato per Chris. Charles, vedendo il figlio in lacrime, si scusa immediatamente per aver detto certe cose che in realtà non pensa veramente, ma Chris non gli crede e corre fuori di casa, in preda alle lacrime, andando verso la casa sull'albero costruita in giardino. Mentre Chris sta salendo la scala, un'asse di legno si stacca dall'albero e il bambino comincia a cadere. Poco prima di toccare terra, Chris comincia a rallentare fino a rimanere sospeso in aria a pochi centimetri dalla neve, per poi adagiarsi lentamente sul terreno. Chris, stupefatto da ciò che è appena successo, si rialza e si guarda le mani incredulo. Subito dopo, Chris nota un bambino ed un ragazzo (Sean e Daniel) nel giardino dei Reynolds che lo stanno salutando, dopodiché risponde al saluto sorridendo. Questa sarà la scena da cui riprenderà la storia di Life is Strange 2, nel secondo capitolo.

## Modalità di gioco
Le fantastiche avventure di Captain Spirit è un'avventura grafica in cui il giocatore impersona Chris, un bambino di nove anni che gioca a far finta di essere un supereroe. Il suo costume è personalizzabile, mentre è possibile interagire con l'ambiente circostante che riserva missioni di vario tipo, come cacce al tesoro e l'esplorazione di mondi immaginari. Vengono utilizzati dei dialoghi a risposta multipla per rispondere ai personaggi non giocanti. Le scelte che il giocatore compie nel gioco avranno delle conseguenze anche in Life Is Strange 2.

## Sviluppo
Secondo quanto affermato da Dontnod Entertainment, Le fantastiche avventure di Captain Spirit è nato dalla volontà di espandere l'universo di Life Is Strange, idea nata durante la produzione di Life Is Strange 2. I co-direttori Raoul Barbet e Michel Koch hanno collaborato con lo sceneggiatore Jean-Luc Cano nella creazione della storia e dei personaggi. Gli sviluppatori di Dontnod, per non incorrere in "stereotipi americani" durante la scrittura dei personaggi del gioco, hanno condotto delle ricerche sul posto e su internet per verificare realisticamente che tipo di casa e di oggetti il padre di Chris si sarebbe potuto permettere, e che tipo di lavoro avrebbe potuto avere. Il gioco è stato sviluppato tramite l'Unreal Engine 4, con il quale Dontnod ha elaborato un nuovo sistema di animazione fisica e facciale. Dontnod ha sfruttato il gioco per sperimentare con alcune delle meccaniche di Life Is Strange; i dialoghi a risposta multipla sono stati migliorati per permettere al giocatore di rispondere anche con il personaggio in movimento. La canzone "Death with Dignity" del cantautore Sufjan Stevens è stata inserita all'interno del gioco per sottolineare il tema della perdita. Barbet ha dichiarato che il gioco è stato ispirato dagli anime giapponesi Sailor Moon e I Cavalieri dello zodiaco.

## Colonna sonora
1. Sufjan Stevens – Death with Dignity
2. Rone – Parade
3. Bat for Lashes – Moon and Moon

## Distribuzione
Le fantastiche avventure di Captain Spirit è stato presentato il 10 giugno 2018 alla conferenza Microsoft dell'Electronic Entertainment Expo 2018, in cui è stato detto che il gioco sarebbe stato reso disponibile gratuitamente per il download il 26 giugno 2018. A differenza di quanto annunciato, l'uscita del gioco è stata anticipata al 25 giugno in Nord America e in Europa, mentre il giorno successivo in Australia.

## Accoglienza

### Critica
| Testata                        | Versione | Giudizio |
| ------------------------------ | -------- | -------- |
| Metacritic (media al 6-7-2024) | PC       | 79/100   |
| Metacritic (media al 6-7-2024) | PS4      | 75/100   |
| Metacritic (media al 6-7-2024) | XOne     | 78/100   |
| Destructoid                    | -        | 7/10     |
| Game Informer                  | -        | 8.5/10   |
| GameSpot                       | -        | 8/10     |
| GamesRadar+''                  | -        | 4.5/5    |
| Game Revolution''              | -        | 3/5      |
| IGN                            | -        | 7/10     |
| VideoGamer.com''               | -        | 6/10     |

Le fantastiche avventure di Captain Spirit ha ricevuto recensioni generalmente positive da parte della critica. Sono state elogiate in particolar modo la storia, la colonna sonora e la capacità di trattare diversi argomenti tra cui la violenza sui minori.
Molti critici hanno apprezzato il modo in cui il gioco e la storia siano riusciti a trasmettere il senso di solitudine che prova Chris. Allegra Frank di Polygon in particolare ha lodato i piccoli combattimenti nelle sequenze in cui il bambino impersona Captain Spirit, definendole delle «immagini bellissime e delle scene composte, che suggeriscono la tacita solitudine di Chris». Holly Green di Paste ha apprezzato la storia di Dontnod e come è riuscita a gestire e presentare l'isolamento di Chris. Louisa Blatt di IGN ha lodato i forti personaggi e scenari del gioco, pur criticando le decisioni da prendere per essere «prive di peso» e gli obiettivi principali per essere «deludenti».
Brett Makedonski di Destructoid lo ha descritto come un «teaser giocabile per il seguito di Life Is Strange [...] che sfrutta bene le sue due ore per costruire un racconto che ci lascia facendoci volere di più» Joe Juba di Game Informer ne ha apprezzato la «storia forte e triste», che vuole parlare di quelle «situazioni da cui fuggiamo», ma ha anche riservato delle critiche alle più tradizionali sequenze da videogioco d'avventura che risultano essere i punti «più deboli». James O'Connor di GameSpot ha invece trovato soddisfacenti i piccoli enigmi presenti ed ha apprezzato il personaggio di Chris, un «credibile e innocente bambino di dieci anni», lodando inoltre il sapiente utilizzo del brano di Sufjan Stevens nei momenti giusti per dare degli «effetti devastanti» alla già commovente storia. Michael Leri di Game Revolution ha criticato i forti sbalzi di personalità del padre di Chris e l'altalenante qualità dei dialoghi, nonostante la scelta di interpretare un tipo di personaggio «raramente rappresentato nei videogiochi» dia un buon motivo per giocare al titolo.

### Riconoscimenti
Il gioco è stato nominato alla categoria "Game, Franchise Adventure" ai NAVGTR Awards, e per il "Matthew Crump Cultural Innovation Award" agli SXSW Gaming Awards.